# Anilios batillus
Espèce
Synonymes
- Typhlops batillus Waite, 1894
- Austrotyphlops batillus (Waite, 1894)
- Ramphotyphlops batillus (Waite, 1894)

Anilios batillus est une espèce de serpents de la famille des Typhlopidae. 

## Répartition
Cette espèce est endémique de Nouvelle-Galles du Sud en Australie. Elle se rencontre vers Wagga Wagga.

## Description
L'holotype d'Anilios batillus mesure 320 mm dont 7 mm pour la queue et dont le diamètre au milieu du corps est de 6 mm. Sa queue se termine par une pointe émoussée.

## Publication originale
- Waite, 1894 : Notes on Australian Typhlopidae. Proceedings of the Linnean Society of New South Wales, sér. 2, vol. 9, p. 9-14 (texte intégral).